# El Paso Energy Building
El Paso Energy Building – wieżowiec znajdujący się w centrum Houston w Stanach Zjednoczonych. Ma 153 metry wysokości i 33 piętra. Jego zaprojektowania podjęła się firma Skidmore, Owings & Merrill, a budowa zakończyła się w roku 1963. Jest wykorzystywany głównie jako biurowiec.